# Maria Catharina Feith

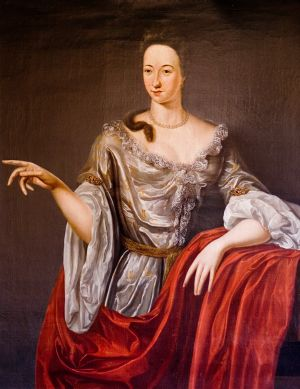
Maria Catharina Feith

Maria Catharina Feith (getauft 21. Juli 1664 Elburg; gestorben 5. September 1740 ebenda) war eine niederländische Stifterin. Sie gründete das Altersheim Feithenhof.

## Leben
Maria Catharina Feith wurde am 21. Juli 1664 in Elburg geboren. Sie war die Tochter des Bürgermeisters von Harderwijk und Richters von Oldebroek Dibbolt Feith (1637–1693) und Eva van Ommeren (1635–1692). Sie war die zweite Tochter der Familie und hatte drei Geschwister, zwei Schwestern und einen Bruder. Auch ihr Bruder war Bürgermeister von Elburg. Die Familie gehörte zu den höchsten Kreisen von Elburg. Am 27. März 1700 heiratete sie in Garderen den Bürgermeister von Elburg und Richter von Oldebroek Arend Feith (1668–1708), mit ihm hatte sie einen Sohn, der jung verstarb. Nach dem Tod von Arend Feith heiratete sie am 7. Februar 1712 Gerrit van Witten (gest. 1737) auch er war Bürgermeister von Elburg. Diese Ehe blieb kinderlos. Nach dem Tod ihres zweiten Mannes lebte sie noch drei Jahre und starb am 5. September 1740 im Alter von 76 Jahren. Maria Catharina Feith wurde am 13. September mit großem Zeremoniell in der St.-Nikolaus-Kirche in Elburg neben ihrem zweiten Ehemann Gerrit van Witten beigesetzt. Ein Grabmal erinnert noch heute an das Paar.
In ihrem Testament, welches sie gemeinsam mit ihrem zweiten Ehemann im August 1733 verfasst hatte und welches nach ihrem Tod 1740 veröffentlicht wurde, vermachte sie den größten Teil ihres Nachlasses als Stiftung für die Gründung eines Alten- und Frauenhospizes im Namen von Maria Catharina Feith. Dazu gehörte ein umfangreicher Katalog an Bestimmungen und Vorschriften für die Bewohner, sodass Maria Catharina Feith als „Gründerin“ dieses Feithenhofs gilt.

## Feithenhof

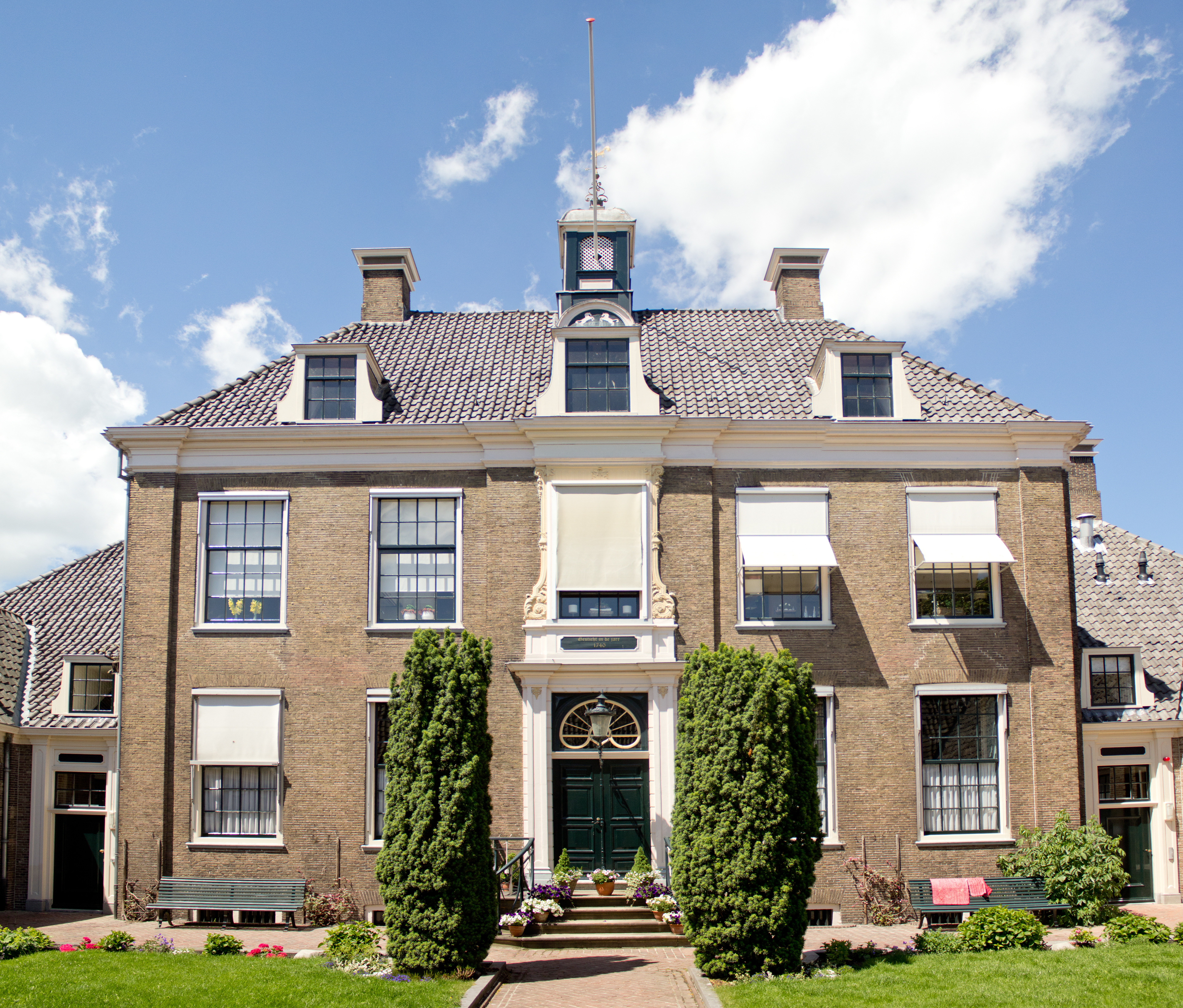
Feithenhof

Der Feithenhof entstand in einem Haus auf der Ledige Stede, mit Platz für 24 Männer und Frauen im Alter von 60 Jahren und älter. Diese Bewohner mussten der reformierten Kirche angehören und Bürger von Elburg sein oder mindestens fünfzehn Jahre dort gelebt haben. Sie mussten sich fromm verhalten, möglichst viel arbeiten und während der Bibellesung nicht reden und abends pünktlich wieder zu Hause sein. Solche Regeln waren nicht ungewöhnlich, es war jedoch ungewöhnlich, dass die Erblasserin sie so detailliert hinterlassen hat. In ihrem Testament wurden auch fünf Personen namentlich erwähnt, die die Aufsicht über den Feithenhof übernehmen sollten. Sie mussten sich an die von Maria Catharina Feith vorgeschlagenen Regeln und Bräuche halten. Über Jahrzehnte erhielten auch die Nachfolger dieser Personen bei ihrem Amtsantritt eine Abschrift des Originaltestaments.
Das Testament wurde erst im Jahr 1957 aufgehoben und es wurden gestattet, die Bestimmungen lockerer auszulegen. Zudem wurde es gestattet, Grundstücke zu verkaufen und Geld zu investieren, was 1960 eine großangelegte Renovierung ermöglichte. Dreißig Jahre später wurde der Nieuwe Feithenhof gebaut auch dieser Neubau wurde im Geist von Maria Catharina Feith geprägt. Dazu gehörte auch, dass jedes Jahr der 11. November, der Martinstag gefeiert wurde, auch wenn das ursprünglich ein katholisches Fest war, welches jedoch in protestantischen Kreisen im Norden der Niederlande gefeiert wurde. Für diesen Feiertag hinterließ Maria Catharina Feith einen silbernen Kelch für den Wein, der herumgereicht wurde. Zu den Traditionen gehörte auch eine Flasche Wein, die jeder Bewohner jährlich erhielt, später wurde sie durch ein reichhaltiges Essen und einen Geldbetrag ersetzt. Erst mit der jüngsten Fusion mit der Stiftung Evangelisch-Christliche Wohn- und Pflegeunion Veluwe im Jahr 2007 verschwand dieser Brauch.